# Crotalaria divaricata
Crotalaria divaricata är en ärtväxtart som beskrevs av George Bentham. Crotalaria divaricata ingår i släktet sunnhampor, och familjen ärtväxter. Inga underarter finns listade i Catalogue of Life.